# Танкова бригада
Та́нкова брига́да (також бронетанкова бригада) — основне тактичне з'єднання в танкових (бронетанкових) військах ряду держав, яка призначена для виконання тактичних та оперативно-тактичних завдань у складі загальновійськового угруповання військ, а в деяких випадках і самостійно у тісній взаємодії зі з'єднаннями, частинами і підрозділами інших родів військ і спеціальних військ Сухопутних військ в різних умовах.

## Організаційна структура
- 1-й стрілекий батальйон
- Управління
- Штаб
- Комендантський взвод
- 3 танкових батальйони (структура — аналогічна ТБ МБр, але у ротах — по 10 танків. Всього у кожному батальйоні 31 танк)
- 1 механізований батальйон на БМП
- Артилерійський дивізіон
- Зенітний ракетно-артилерійський дивізіон
- Розвідувальна рота
- Вузол зв'язку
- Рота РЕБ
- Радіолокаційна рота
- Група інженерного забезпечення
- Рота РХБЗ
- Батальйон матеріального забезпечення
- Ремонтно-відновлювальний батальйон
- Медична рота
- Оркестр
- Клуб
- Типографія

## Історія створення
У Червоній армії тбр вперше були створені наприкінці 1935 року.
Танкова бригада мала у своєму складі 2-3 танкових, мотострілецький або моторизований батальйон, артилерійський дивізіон, зенітний дивізіон або батарею, частин і підрозділи спеціальних військ і тилу.
Відповідно до прийнятого від 6 липня 1941 рішення Державного Комітету Оборони про розформування механізованих корпусів та танкових дивізій матеріальна частина та особовий склад розформовуваних тд прямували на формування танкових бригад і окремих танкових батальйонів.

## У мистецтві
Назва: Танковая бригада[недоступне посилання з липня 2019]

Оригінальна назва: Tankova brigada

Рік видання: 1955

Жанр: Драма, Воєнний, Історичний

Режисер: Іво Томан

Кінокомпанія: Чехословаччина, Cescoslovensky Armadni Film

Тривалість: 01:32:18